# Dolný Kalník
Dolný Kalník és un poble i municipi d'Eslovàquia que es troba a la regió de Žilina, al centre-nord del país. El 2021 tenia 301 habitants.

## Demografia
| Godina             | 1994 | 2004   | 2014     | 2024     |
| ------------------ | ---- | ------ | -------- | -------- |
| Nombre de persones | 46   | 42     | 179      | 367      |
| Diferència         |      | −8,69% | +326,19% | +105,02% |

| Godina             | 2023 | 2024   |
| ------------------ | ---- | ------ |
| Nombre de persones | 366  | 367    |
| Diferència         |      | +0,27% |